# Monolithic Baby!
Monolithic Baby! (в пер. с англ. Монолитная детка!) — шестой студийный альбом американской стоунер-рок-группы Monster Magnet. Пластинка выпущена 25 мая 2004 года лейблом SPV GmbH.
С лирической точки зрения Monolithic Baby! продолжает концепцию предыдущего диска Monster Magnet God Says No. Запись альбома проходила при участии Джима Бальино и Майкла Уайлдвуда, которые пришли на смену покинувшим группу Джо Калландре и Джону Клейману.

## Список композиций
Слова и музыка всех песен — Monster Magnet, за исключением отмеченного.
| №                   | Название                                  | Длительность |
| ------------------- | ----------------------------------------- | ------------ |
| 1.                  | «Slut Machine»                            | 3:28         |
| 2.                  | «Supercruel»                              | 3:40         |
| 3.                  | «On the Verge»                            | 5:54         |
| 4.                  | «Unbroken (Hotel Baby)»                   | 3:42         |
| 5.                  | «Radiation Day»                           | 4:56         |
| 6.                  | «Monolithic»                              | 4:39         |
| 7.                  | «The Right Stuff» (Роберт Калверт)        | 4:32         |
| 8.                  | «There’s No Way Out of Here» (Кен Бейкер) | 4:10         |
| 9.                  | «Master of Light»                         | 4:45         |
| 10.                 | «Too Bad»                                 | 3:33         |
| 11.                 | «Ultimate Everything»                     | 7:26         |
| 12.                 | «CNN War Theme»                           | 3:35         |
| Общая длительность: | Общая длительность:                       | 54:23        |

| №   | Название                 | Длительность |
| --- | ------------------------ | ------------ |
| 13. | «King of Mars 2004»      | 4:27         |
| 14. | «Venus in Furs» (Лу Рид) | 4:51         |

## Участники записи
| Monster Magnet - Дэйв Вайндорф — вокал, гитара, клавишные, арт-директор, продюсирование - Эд Манделл — соло-гитара - Джима Бальино — бас-гитара - Майкл Уайлдвуд — барабаны | Другой персонал - Скотт Хамфри — сведение, продюсирование - Мария Оуллетт — A&R - Тим Кронин — звуковые эффекты, шумы - Сюзанн Каммер — арт-директор, дизайнер - Джон Эдер — фотограф |

## Позиции в чартах

### Альбом
| Чарт (2004)             | Высшая позиция |
| ----------------------- | -------------- |
| Ö3 Austria Top 40       | 46             |
| Ultratop (Валлония)     | 37             |
| Media Control Charts    | 13             |
| SNEP                    | 140            |
| Suomen virallinen lista | 19             |
| VG-lista                | 26             |
| Sverigetopplistan       | 7              |

### Синглы
| Год  | Сингл                   | Hot Mainstream Rock Tracks |
| ---- | ----------------------- | -------------------------- |
| 2004 | «Unbroken (Hotel Baby)» | #31                        |